# Viking Fotballklubb 2007
Questa voce raccoglie le informazioni riguardanti il Viking Fotballklubb nelle competizioni ufficiali della stagione 2007.

## Rosa
| N. |                      | Ruolo | Calciatore           |
| -- | -------------------- | ----- | -------------------- |
| 1  | Norvegia (bandiera)  | P     | Thomas Myhre         |
| 2  | Norvegia (bandiera)  | D     | Trond Erik Bertelsen |
| 2  | Norvegia (bandiera)  | D     | Alexander Gabrielsen |
| 3  | Norvegia (bandiera)  | D     | Børre Steenslid      |
| 4  | Svezia (bandiera)    | D     | Peter Abelsson       |
| 5  | Norvegia (bandiera)  | D     | Thomas Pereira       |
| 6  | Danimarca (bandiera) | C     | Allan Gaarde         |
| 7  | Danimarca (bandiera) | C     | Nicolai Stokholm     |
| 8  | Norvegia (bandiera)  | D     | Øyvind Svenning      |
| 8  | Norvegia (bandiera)  | C     | Vidar Nisja          |
| 9  | Nigeria (bandiera)   | A     | Peter Ijeh           |
| 10 | Norvegia (bandiera)  | A     | Alexander Ødegaard   |
| 11 | Norvegia (bandiera)  | A     | Søren Berg           |
| 12 | Norvegia (bandiera)  | P     | Anders Kristiansen   |

| N. |                     | Ruolo | Calciatore              |
| -- | ------------------- | ----- | ----------------------- |
| 14 | Norvegia (bandiera) | C     | André Danielsen         |
| 15 | Norvegia (bandiera) | D     | Ragnvald Soma           |
| 16 | Norvegia (bandiera) | D     | Jørgen Tengesdal        |
| 17 | Scozia (bandiera)   | D     | Maurice Ross            |
| 18 | Norvegia (bandiera) | A     | Andreas Ulland Andersen |
| 19 | Norvegia (bandiera) | C     | Trygve Nygaard          |
| 20 | Ghana (bandiera)    | A     | Razak Pimpong           |
| 21 | Islanda (bandiera)  | A     | Hannes Sigurðsson       |
| 22 | Norvegia (bandiera) | P     | Iven Austbø             |
| 23 | Germania (bandiera) | D     | René Klingbeil          |
| 26 | Islanda (bandiera)  | D     | Höskuldur Eiriksson     |
| 28 | Islanda (bandiera)  | C     | Birkir Bjarnason        |
| 33 | Svezia (bandiera)   | C     | Mattias Asper           |
| 99 | Norvegia (bandiera) | C     | Jone Samuelsen          |

## Risultati

### Campionato

#### Girone di andata
| Arbitro: | Olsen (Kristiansand) |

|          |           |            |
| Ijeh 32’ | Marcatori | 81’ Sapara |

| Arbitro: | Skjerven (Kaupanger) |

|          |           |          |
| Ygor 75’ | Marcatori | 74’ Berg |

| Stavanger 22 aprile 2007, ore 18:00 CEST 3ª giornata | Viking        | 0 – 0 referto | Sandefjord | Viking Stadion (14.368 spett.)\| Arbitro: \| Øvrebø (Oslo) \| |
| Arbitro:                                             | Øvrebø (Oslo) |               |            |                                                               |

| Arbitro: | Helgerud (Lier) |

|                           |           |  |
| Elyounoussi 18’ Prytz 24’ | Marcatori |  |

| Arbitro: | Olsen (Kristiansand) |

|               |           |              |
| Ijeh 27’, 78’ | Marcatori | 64’ Borchers |

| Arbitro: | Øvrebø (Oslo) |

|                                         |           |         |
| Myklebust 27’, 73’ Riise 71’ Occean 86’ | Marcatori | 7’ Ijeh |

| Arbitro: | Berntsen (Vang) |

|                                                       |           |             |
| Ødegaard 13’ Stokholm 45’ (rig.) Pimpong 49’ Berg 72’ | Marcatori | 4’ Stensaas |

| Arbitro: | Hauge (Bergen) |

|  |           |                      |
|  | Marcatori | 81’ Soma 83’ Pimpong |

| Arbitro: | Skjerven (Kaupanger) |

|                 |           |                         |
| Ross 53’ (aut.) | Marcatori | 68’ Ijeh 83’ Sigurðsson |

| Arbitro: | Hagen (Grue) |

|                                |           |              |
| Steen 45’ (aut.) Ijeh 78’, 81’ | Marcatori | 28’ Håkonsen |

| Arbitro: | Moen (Haugesund) |

|                   |           |            |
| Nannskog 47’, 75’ | Marcatori | 78’ Gaarde |

| Arbitro: | Øvrebø (Oslo) |

|                              |           |                     |
| Ijeh 43’ Gaarde 57’ Berg 86’ | Marcatori | 79’ (rig.) Andresen |

| Arbitro: | Sælen (Bergen) |

|                      |           |                          |
| Steenslid 24’ (aut.) | Marcatori | 45’, 74’ Gaarde 88’ Ijeh |

#### Girone di ritorno
| Arbitro: | Øvrebø (Oslo) |

|                                 |           |                     |
| Konan 22’, 87’ Iversen 50’, 82’ | Marcatori | 86’, 90’ Sigurðsson |

| Arbitro: | Sandmoen |

|                             |           |  |
| Ijeh 9’ Stokholm 20’ (rig.) | Marcatori |  |

| Arbitro: | Sandmoen |

|                                                      |           |               |
| Jensen 37’ Zanetti 76’ Gaarde 85’ (rig.) Knarvik 90’ | Marcatori | 8’ Sigurðsson |

| Arbitro: | Helgerud (Lier) |

|                              |           |                       |
| Ijeh 18’ Stokholm 56’ (rig.) | Marcatori | 13’ Gashi 59’ Kvisvik |

| Arbitro: | Olsen (Kristiansand) |

|             |           |                                      |
| Bentley 69’ | Marcatori | 10’ Steenslid 29’ Ijeh 74’ Samuelsen |

| Arbitro: | Hauge (Bergen) |

|            |           |           |
| Gaarde 74’ | Marcatori | 33’ Riise |

| Arbitro: | Berntsen (Vang) |

|                     |           |                                |
| Hoff 13’ Ighalo 20’ | Marcatori | 35’ Ijeh 51’ Ødegaard 74’ Berg |

| Arbitro: | Staberg |

|                                  |           |  |
| Ødegaard 29’ Ijeh 41’ Gaarde 68’ | Marcatori |  |

| Arbitro: | Sælen (Bergen) |

|                                |           |  |
| Steenslid 4’ Ødegaard 15’, 35’ | Marcatori |  |

| Arbitro: | Sandmoen |

|                             |           |                     |
| Lindpere 3’ Soma 36’ (aut.) | Marcatori | 80’ (rig.) Stokholm |

| Arbitro: | Staberg |

|               |           |            |
| Ijeh 21’, 40’ | Marcatori | 68’ Tchoyi |

| Arbitro: | Øvrebø (Oslo) |

|                                              |           |          |
| Karadas 7’ Helstad 29’, 42’, 49’, 90’ (rig.) | Marcatori | 78’ Berg |

| Arbitro: | Sælen (Bergen) |

|               |           |             |
| Ijeh 45’, 61’ | Marcatori | 86’ Storbæk |

### Coppa di Norvegia
| Arbitro: | Lie |

|  |           |                                                                         |
|  | Marcatori | 4’ Samuelsen 19’ Danielsen 61’, 81’ Sigurðsson 65’ Ødegaard 72’ Pereira |

| Arbitro: | Hestvåg |

|  |           |                                                                        |
|  | Marcatori | 11’ Samuelsen 27’, 68’ Sigurðsson 62’ Gaarde 77’ Andersen 90’ Ødegaard |

| Arbitro: | Johnsen |

|  |           |                          |
|  | Marcatori | 25’ Pimpong 68’ Ødegaard |

| Arbitro: | Skjerven (Kaupanger) |

|                     |           |  |
| Gaarde 13’ Berg 85’ | Marcatori |  |

| Arbitro: | Øvrebø (Oslo) |

|                 |           |                     |
| Fevang 42’, 65’ | Marcatori | 32’ (rig.) Stokholm |